# 단장면
단장면(丹場面)은 대한민국 경상남도 밀양시의 면이다.

## 개요
단장면에는 관광지 표충사와 밀양댐 등이 있다.
농업을 중심으로 한 마을 단위의 문화가 형성되어 있으며, 대추, 밤, 풋고추, 버섯, 벼농사를 주업으로 하는 농촌 지역이다.

## 행정 구역
- 안법리
- 미촌리
- 단장리
- 구천리
- 국전리
- 사연리
- 태룡리
- 감물리
- 고례리
- 무릉리
- 범도리
- 법흥리

## 교육
| 학교명       | 소재지                       | 비고        |
| ------------ | ---------------------------- | ----------- |
| 태룡초등학교 | 단장면 국전로 15-8 (태룡리)  |             |
| 산동초등학교 | 단장면 표충로 889-6 (범도리) |             |
| 안법초등학교 | 단장면 단장로 1055 (안법리)  | 1999년 폐교 |
| 홍제중학교   | 단장면 표충로 106 (단장리)   |             |